# 深江駅 (長崎県)
深江駅（ふかええき）は、長崎県南島原市深江町馬場にあった島原鉄道島原鉄道線の駅（廃駅）である。

## 歴史
- 1922年（大正11年）4月22日：口之津鉄道の駅として開業。
- 1943年（昭和18年）7月1日：会社合併により、島原鉄道の駅となる。
- 1964年（昭和39年）9月1日：業務委託化。
- 1970年（昭和45年）7月1日：貨物営業廃止。
- 1987年（昭和62年）6月：新駅舎竣工[1]。
- 2008年（平成20年）4月1日：島原外港 - 加津佐間の廃線により、廃駅となる。

## 駅構造

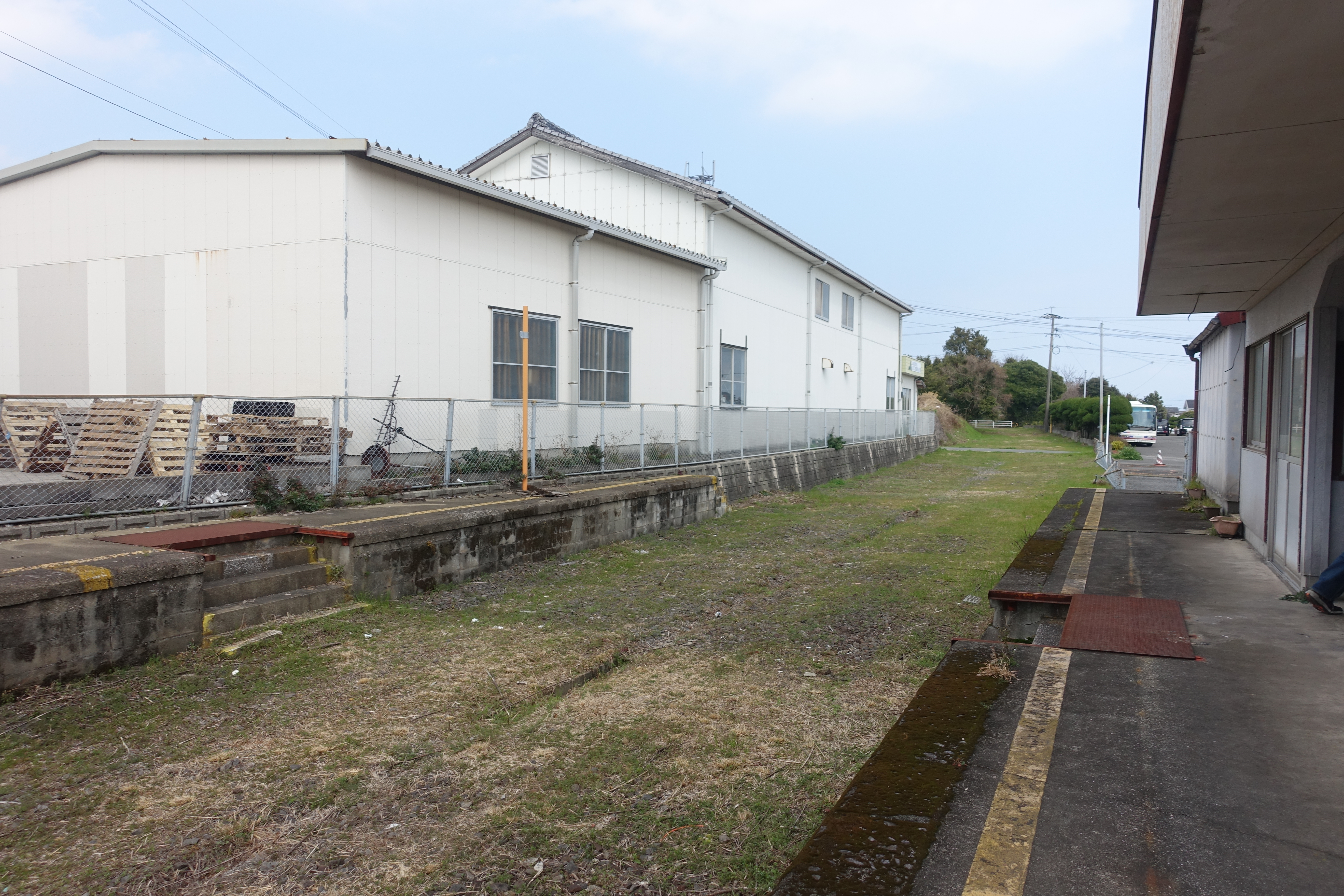
構内（2019年2月、廃線後）

相対式ホーム2面2線を有する地上駅。のりばは南側が1番のりば、北側が2番のりばとなっており、それぞれ加津佐方面、諫早方面の列車が発着していた。
南側のホームの諫早方に接して駅舎が建てられており、線路を横断して二つのホームを結ぶ通路が駅舎の前からのびている。駅舎内部にはトイレと待合所および駅事務室がある。また北側のホームには小さな待合所が設置されている。
業務委託駅。自動券売機の設置はなく、駅舎内の出札窓口で乗車券を手売りしていた。

## 利用状況
営業最終年度である2007年度の年間乗車人員は65,689人、降車人員は68,753人であった。
| 年度               | 年間 乗車人員 | 年間 降車人員 |
| ------------------ | ------------- | ------------- |
| 1997年（平成09年） | 78,678        | 78,377        |
| 1998年（平成10年） | 67,199        | 66,808        |
| 1999年（平成11年） | 69,625        | 69,146        |
| 2000年（平成12年） | 71,412        | 72,331        |
| 2001年（平成13年） | 74,912        | 76,703        |
| 2002年（平成14年） | 70,238        | 72,039        |
| 2003年（平成15年） | 64,081        | 65,304        |
| 2004年（平成16年） | 58,694        | 58,358        |
| 2005年（平成17年） | 59,042        | 58,995        |
| 2006年（平成18年） | 53,825        | 55,373        |
| 2007年（平成19年） | 65,689        | 68,753        |

## 駅周辺
港が近い。駅の南側は市街地になっており、南島原市立深江小学校馬場分校、深江郵便局、JA島原雲仙深江支店などがある。南島原市深江総合支所（旧・深江町役場）は駅の東の国道251号沿いに位置している。
なお、駅の諫早方には217号踏切、加津佐方には218号踏切が設けられている。

## 隣の駅
島原鉄道
島原鉄道線
瀬野深江駅 - 深江駅 - 布津新田駅